# Пижмо одеське
Пижмо одеське (Tanacetum odessanum) — багаторічна трав'яна рослина роду пижмо родини айстрові.

## Поширення
Вид поширений у Молдові й на півдні України.
В Україні поширений у степових районах Правобережжя, зрідка в західній частині Лівобережжя, росте на степових схилах, кам'янистих та вапнякових відслоненнях породи.

## Морфологічна характеристика
Стебла 10–40 см заввишки. Стеблові листки нечисленні. Стебло та листки сіруваті від досить густого опушення. Кінцеві часточки листків лінійні або ланцетні, плоскі, з добре помітним шипиком на верхівці.
Обгортки кошиків 6–12 мм у діаметрі, зовнішні листочки яйцеподібні або широко-ланцетні, тупуваті, з широкою облямівкою. Язички крайових квіток 1,8–3 мм.
Сім'янки 1,5–2,8 мм.